# Семеновський (Кемеровський округ)
Семе́новський (рос. Семёновский) — селище у складі Кемеровського округу Кемеровської області, Росія.

## Населення
Населення — 1 особа (2010; 17 у 2002).
Національний склад (станом на 2002 рік):
- росіяни — 100 %